# Søllerød Gold Diggers 2012
Questa voce raccoglie le informazioni riguardanti i Søllerød Gold Diggers nelle competizioni ufficiali della stagione 2012.

## Nationalligaen 2012

### Stagione regolare
| Nærum 15 giugno 2012, ore 14:00 1ª giornata | Søllerød Gold Diggers | 69 – 0 referto | Esbjerg Hurricanes | Rundforbi Stadion |

| Nærum 28 aprile 2012, ore 15:00 3ª giornata | Søllerød Gold Diggers | 63 – 0 referto | AaB 89ers | Rundforbi Stadion |

| Nærum 4 maggio 2012, ore 15:00 4ª giornata | Søllerød Gold Diggers | 0 – 33 referto | Copenhagen Towers | Rundforbi Stadion |

| Nærum 13 maggio 2012, ore 15:00 5ª giornata | Søllerød Gold Diggers | 33 – 3 referto | Herlev Rebels | Rundforbi Stadion |

| Esbjerg 26 maggio 2012, ore 15:00 7ª giornata | Esbjerg Hurricanes | 0 – 56 referto | Søllerød Gold Diggers | Skibhøj Idrætsanlæg |

| Copenaghen 3 giugno 2012, ore 14:00 8ª giornata | Copenhagen Tomahawks | 0 – 82 referto | Søllerød Gold Diggers | Valby Idrætspark |

| Gentofte 24 giugno 2012, ore 15:00 11ª giornata | Copenhagen Towers | 29 – 17 referto | Søllerød Gold Diggers | Gentofte Sportspark |

| Vejle 11 agosto 2012, ore 15:00 12ª giornata | Triangle Razorbacks | 21 – 20 referto | Søllerød Gold Diggers | Vejle Atletikstadion |

| Nærum 18 agosto 2012, ore 11:00 13ª giornata | Søllerød Gold Diggers | 50 – 0 (a tavolino) referto | Copenhagen Tomahawks | Rundforbi Stadion |

| Aalborg 8 settembre 2012, ore 15:00 16ª giornata | AaB 89ers | 0 – 52 referto | Søllerød Gold Diggers | Aab´s anlæg |

### Playoff
| Nærum 16 settembre 2012, ore 15:00 Quarti di finale | Søllerød Gold Diggers | 56 – 0 referto | Aarhus Tigers | Rundforbi Stadion |

| Gentofte 23 settembre 2012, ore 15:00 Semifinale | Copenhagen Towers | 35 – 41 referto | Søllerød Gold Diggers | Gentofte Sportspark |

| Vejle 6 ottobre 2012, ore 19:30 Mermaid Bowl | Triangle Razorbacks | 34 – 29 referto | Søllerød Gold Diggers | Vejle Stadion |

## EFAF Cup 2012

### Stagione regolare
| Praga 7 aprile 2012, ore 14:00 1ª giornata | Prague Black Hawks | 13 – 43 (0-6 0-17 7-13 6-7) referto | Søllerød Gold Diggers | Stadion Univerzity Karlovy (ca. 100 spett.) |

| Nærum 22 aprile 2012, ore 13:00 2ª giornata | Søllerød Gold Diggers | 58 – 7 (20-0 28-7 7-0 3-0) referto     | Giants Wrocław | Rundforbi Stadion |
| Pedersen Q1 ( TD ) 2yd run ? Q1 ( pat ) Cimadon Q1 ( TD ) run ? Q1 ( pat ) Bakbøl Q1 ( TD ) pass from Cimadon Pedersen Q2 ( TD ) 13yd run ? Q2 ( pat ) Simonsen Q2 ( TD ) 6yd run ? Q2 ( pat ) Hejndorf Q2 ( TD ) 70yd interception return ? Q2 ( pat ) Simonsen Q2 ( TD ) pass from Cimadon ? Q2 ( pat ) Hansen Q3 ( TD ) pass ? Q3 ( pat ) Fromberg Q4 ( FG ) 37yd Marcatori ? Q2 ( TD ) pass from Bedwell ? Q2 ( pat ) |                       |                                        |                |                   |
| |                       |                                        |                |                   |
| Pedersen Q1 (TD) 2yd run ? Q1 (pat) Cimadon Q1 (TD) run ? Q1 (pat) Bakbøl Q1 (TD) pass from Cimadon Pedersen Q2 (TD) 13yd run ? Q2 (pat) Simonsen Q2 (TD) 6yd run ? Q2 (pat) Hejndorf Q2 (TD) 70yd interception return ? Q2 (pat) Simonsen Q2 (TD) pass from Cimadon ? Q2 (pat) Hansen Q3 (TD) pass ? Q3 (pat) Fromberg Q4 (FG) 37yd                                                                                      | Marcatori             | ? Q2 (TD) pass from Bedwell ? Q2 (pat) |                |                   |

### Playoff
| Nærum 16 giugno 2012, ore 15:00 CEST semifinale | Søllerød Gold Diggers | 42 – 41 (d.t.s.) (21-14 7-0 0-7 7-14 7-6) referto | Spartiates d'Amiens | Rundforbi Stadion (ca. 500 spett.) |
| Cimadon Q1 ( TD ) 3yd run ? Q1 ( pat ) Bakbøl Q1 ( TD ) 55yd pass ? Q1 ( pat ) Simonsen Q1 ( TD ) ? Q1 ( pat ) Simonsen Q2 ( TD ) ? Q2 ( pat ) Hejndorf Q4 ( TD ) fumble recovery in endzone ? Q4 ( pat ) Bakbøl OT1 ( TD ) 55yd pass from Cimadon Fromberg OT1 ( pat ) Marcatori ? Q1 ( TD ) pass from Durand Couvin Q1 ( TD ) 50yd pass ? Q1 ( tpc ) Durand Q3 ( TD ) 45yd run ? :q3" (pat) Couvin Q3 ( TD ) pass from Durand ? Q3 ( pat ) ? Q4 ( TD ) 15yd pass from Durand ? Q4 ( pat ) ? OT1 ( TD ) 8yd pass from Durand |                       | |                     |                                    |
| |                       | |                     |                                    |
| Cimadon Q1 (TD) 3yd run ? Q1 (pat) Bakbøl Q1 (TD) 55yd pass ? Q1 (pat) Simonsen Q1 (TD) ? Q1 (pat) Simonsen Q2 (TD) ? Q2 (pat) Hejndorf Q4 (TD) fumble recovery in endzone ? Q4 (pat) Bakbøl OT1 (TD) 55yd pass from Cimadon Fromberg OT1 (pat) | Marcatori             | ? Q1 (TD) pass from Durand Couvin Q1 (TD) 50yd pass ? Q1 (tpc) Durand Q3 (TD) 45yd run ? :q3" (pat) Couvin Q3 (TD) pass from Durand ? Q3 (pat) ? Q4 (TD) 15yd pass from Durand ? Q4 (pat) ? OT1 (TD) 8yd pass from Durand |                     |                                    |

| Vejle 14 luglio 2012, ore 19:00 CEST Finale | Triangle Razorbacks | 21 – 31 (0-7 14-7 7-17 0-0) referto | Søllerød Gold Diggers | Vejle Stadion (1300 spett.) |

### Statistiche di squadra
| Competizione                 | %Vittorie | In casa | In casa | In casa | In casa | In casa | In casa | In trasferta | In trasferta | In trasferta | In trasferta | In trasferta | In trasferta | Totale | Totale | Totale | Totale | Totale | Totale |
| Competizione                 | %Vittorie | G       | V       | N       | P       | Pf      | Ps      | G            | V            | N            | P            | Pf           | Ps           | G      | V      | N      | P      | Pf     | Ps     |
| ---------------------------- | --------- | ------- | ------- | ------- | ------- | ------- | ------- | ------------ | ------------ | ------------ | ------------ | ------------ | ------------ | ------ | ------ | ------ | ------ | ------ | ------ |
| NL - Stagione regolare       | .700      | 5       | 4       | 0       | 1       | 215     | 36      | 5            | 3            | 0            | 2            | 227          | 50           | 10     | 7      | 0      | 3      | 442    | 86     |
| NL - Playoff                 | .667      | 1       | 1       | 0       | 0       | 56      | 0       | 2            | 1            | 0            | 1            | 70           | 69           | 3      | 2      | 0      | 1      | 126    | 69     |
| EFAF Cup - Stagione regolare | 1.000     | 1       | 1       | 0       | 0       | 58      | 7       | 1            | 1            | 0            | 0            | 43           | 13           | 2      | 2      | 0      | 0      | 101    | 20     |
| EFAF Cup - Playoff           | 1.000     | 1       | 1       | 0       | 0       | 42      | 41      | 1            | 1            | 0            | 0            | 31           | 21           | 2      | 2      | 0      | 0      | 73     | 62     |
| Totale                       | .765      | 8       | 7       | 0       | 1       | 371     | 84      | 9            | 6            | 0            | 3            | 371          | 153          | 17     | 13     | 0      | 4      | 742    | 237    |